# 臺中市私立衛道高級中學
24°11′00″N 120°40′25″E / 24.183205°N 120.673494°E
臺中市私立衛道高級中學，又稱天主教衛道高級中學、衛道中學、衛道，是一所位於臺灣臺中市北屯區的天主教私立完全中學。該校現由耀漢小兄弟會主持校務，以校風嚴謹而聞名。衛道中學過去僅招收男性學生，至1987年方開放女性學生就讀。

## 歷史
1954年，周濟東神父應天主教台中教區監牧蔡文興主教邀請至臺灣，隔年於臺中市北區賴厝里（今大德街、永興街、太原路、衛道路圍起範圍內）創立臺灣第一所專收男生之天主教中學，名為天主教衛道中學；當時，首任校長為初鳳桐神父，校方招收高中一班、初中兩班。1957年校地增至四公頃，高中三班、初中六班；1960年校地增至七公頃半。
1977年，因臺中市政府於辦理市地重劃時，計畫開闢一條穿越校地之道路（即今進化北路），故校方開始籌劃遷校。1983年5月，衛道中學遷至現址。1984年8月，校務改由耀漢小兄弟會掌管。1987年，高中部開始招收女性學生；隔年國中部亦開放女性就讀，並於國中部增設美術班。2009年2月，地球科學教師劉育宏創立衛道氣象觀測站，並在10月加入「NASA S'COOL計畫」。
- 2012年，國中部實施男女合班。
- 2014年，設立國中部ESL班，並於該年度調整每班男女人數比例為2比1。
- 2015年，國中部設立科學班。[3]
- 2021年，配合常態編班作業，停止招收國中部ESL班及科學班。
- 2023年起，國中部取消考試入學，改採多元入學。

## 學校象徵

### 校訓
衛道中學建校之初亦沿用全國各學校之共同校訓「禮義廉恥」，至2006年時方由時任董事長之天主教臺中教區主教王愈榮，邀請曾任校長之臺南教區主教成世光新訂「存誠起敬」為校訓。
- 存誠：不虛偽、不欺妄，存心誠實，亦即在治學方面要有真誠的功夫。
- 起敬：主敬持敬的功夫，亦即認真專心之意。

### 校園刊物
- 衛道青年：由學生方「衛道青年校刊社」負責編輯、校對與出刊。今為一年一刊。
- 衛道之音：由校方負責編輯、印刷與發送。今為每月一期。

## 歷任校長及董事長
| 任別       | 任期              | 姓名       | 備註                                 |          |
| 歷任校長   | 歷任校長          | 歷任校長   | 歷任校長                             | 歷任校長 |
| ---------- | ----------------- | ---------- | ------------------------------------ | -------- |
| 1          | 1954年 －         | 初鳳桐神父 |                                      |          |
| 2          | 1957年 －         | 成世光神父 |                                      |          |
| 3          | 1960年 －         | 王永清神父 | 1983主持迁校                         |          |
| 4          | 1984年8月 －      | 趙雅博神父 | 後任台灣私立輔仁大學西班牙文系系主任 |          |
| 5          | 1995年 －         | 戚正飛     |                                      |          |
| 6          | 2005年 －         | 李政全     |                                      |          |
| 7          | 2011年8月 － 現任 | 陳秋敏     |                                      |          |
| 歷任董事長 |                   |            |                                      |          |
| 1          | 1955年 － 1956年  | 吳振鐸神父 |                                      |          |
| 2          | 1956年 － 1991年  | 曹立珊神父 |                                      |          |
| 3          | 1991年 － 2018年  | 王愈榮主教 |                                      |          |
| 4          | 2018年－2020年    | 蘇耀文主教 |                                      |          |
| 5          | 2020年 － 現任    | 梁德勝神父 |                                      |          |

## 校舍
進入校園大門後，正面面對懷德樓（校長室、董事長室、總務處、會計室、人事室、專任教師辦公室、宗教輔導室、多媒體教室、輔導室、生活科技教室、美術教室、衛道學堂、耀漢學堂、化學實驗室）。步入穿堂後進入集合場，向右可見濟東堂（多供校際活動舉辦用）。
從大門起，向右沿環校道路行走，依序可見真愛樓（高一、高二班級教室、教務處、研究發展處、校長秘書處、討論室等）、衛道小教堂與聖母洞、語言中心（辦公室、英文會話教室、電腦教室、GIS資訊教室、國際會議廳）、若瑟樓（電腦教室、家政教室、音樂教室、管樂教室）、圖書館（學生餐廳、圖書館、圖書館討論室）、宿舍大樓（男生宿舍、女生宿舍）、崇善樓（高三班級教室、國三班級教室、國二部分班級教室、學務處、保健室、專科教室）、學聖樓（國一班級教室、國二部分班級教室）、鳴遠樓（美術教室、生物實驗室、物理實驗室、會議廳）。
鳴遠樓另一側，為操場所在處，更前方則為風雨球場、童軍園地、維也納森林之所在。

## 學生組織
- 衛道中學學生自治會(VHSC)
- 衛道班級輔導員(VSCA)
- 衛道中學環境志工：氣象站(VWS)、生態志工(EVBC)
- 衛道中學糾察隊(VTSH picket)

## 外部連結
- 衛道中學的Facebook專頁
- 台灣聖衛道會 （页面存档备份，存于）
- 台灣聖衛道會 （页面存档备份，存于）的Facebook專頁